# Popcorn (voedsel)

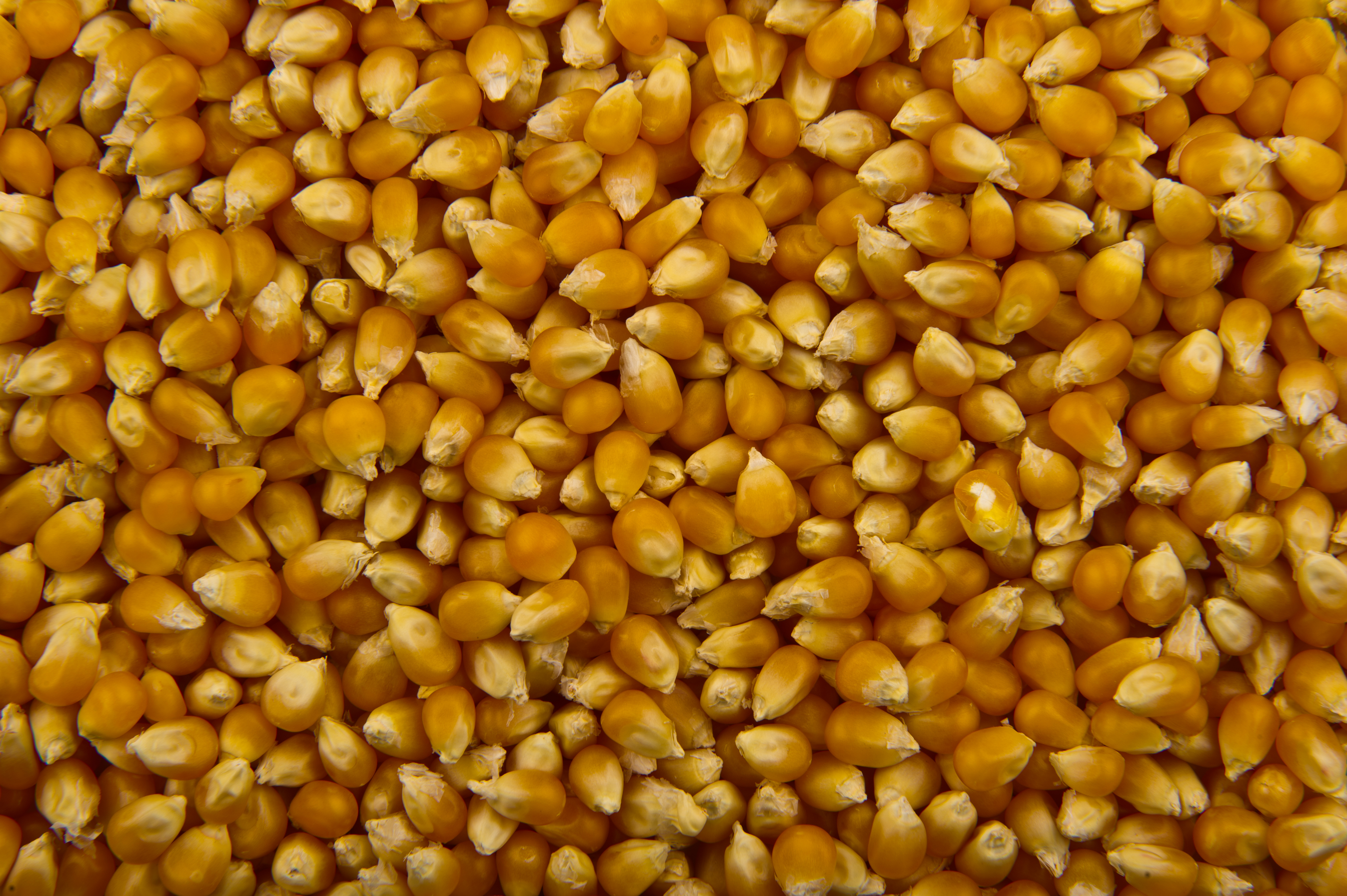
Maïskorrels die gebruikt worden om popcorn te maken

Popcorn is gepofte maïs van maïssoorten die speciaal voor dit doel veredeld zijn, het meest wordt Zea mays ssp. mays gebruikt. De term popcorn komt uit het Amerikaans-Engels, van to pop (ploffen) en corn (maïs).
Popcorn wordt vaak geserveerd met gesmolten boter en suiker of zout. Popcorn kan thuis worden bereid in een pan met deksel of zelfs een leeg conservenblik. Omdat het procedé harde verbrande resten achterlaat, gebruiken veel mensen een oude pan. Er zijn ook specifieke popcornmachines te koop en er bestaan  wegwerpverpakkingen die in een magnetron geplaatst kunnen worden.
Het eten van popcorn wordt vooral geassocieerd met het bekijken van films, vooral in bioscopen maar ook thuis. Deze associatie met films is in veel landen overgenomen van de VS. Popcorn is daarom vaak te krijgen in bioscopen en in bioscoopzalen hangt door het eten ervan vaak een doordringende popcorngeur.

## Herkomst
Popcorn werd reeds duizenden jaren geleden ontdekt door indianen. In een grot in New Mexico zijn gepofte maïskorrels gevonden van 5000 jaar geleden. In Peru zijn 6700 jaar oude pofmaïsresten aangetroffen.

## Het poffen
Een maïskorrel bestaat uit een schil met daarin een kern van zetmeel. Deze kern heeft voor het poffen idealiter een vochtgehalte van ca. 15%. De schil is min of meer water- en dampdicht. Wanneer de korrel wordt verhit tot zo'n 230°C verdampt het aanwezige water tot stoom. Doordat deze niet snel kan ontsnappen, loopt de druk in de korrel op. Tegelijkertijd wordt het zetmeel in de stoom gegaard. Na enige tijd wordt de druk zo hoog, dat de schil scheurt. De stoom die gelijkmatig in het zetmeel aanwezig is kan nu uitzetten waardoor het zetmeel een schuimachtige structuur krijgt. Door het uitzetten (en door de warmtebron uit te schakelen) koelt het gegaarde zetmeel snel af. De schuimstructuur blijft daarbij behouden. Het resultaat is een luchtige en knapperige maïskorrel.
Voor een goed resultaat zijn een juist vochtgehalte van de korrel, een onbeschadigde schil en de juiste wijze van verhitting van belang. Op het punt waar de korrel vast heeft gezeten aan de kolf, is de schil niet goed afgesloten; door dit lek ontsnapt stoom. Wanneer te langzaam wordt verhit, bereikt de korrel daardoor niet de druk die nodig is voor het poffen. Door te snel te verhitten zal het zetmeel niet genoeg garen en kan de schil beschadigen. Een te laag vochtgehalte levert te weinig stoom op en bij een te hoog gehalte zal de schil te vroeg scheuren.

## Voedingswaarde
Popcorn heeft dezelfde voedingswaarde als gegaarde maïs, het bestaat voor ongeveer 80% uit zetmeel, 10% eiwitten en bevat zo'n 2% vezels.